# Harry Potter și prizonierul din Azkaban
Harry Potter și Prizonierul din Azkaban este al treilea volum al seriei de romane Harry Potter, scrisă de J.K.Rowling.

## Rezumat
În acest volum Harry se întâlnește pentru prima data cu Remus Lupin noul profesor de Apărare contra Magiei Negre și cu Sirius Black, considerat de întreaga lume vrăjitorească drept un criminal notoriu - în urmă cu 13-14 ani el omorâse în masă o mulțime de "mageamii" printre care și un vrajitor care a încercat să-l oprească, faptă considerată a fi fost provocată de dispariția lui Voldemort. Faptul că acesta evadase din Azkaban reprezintă o știre atât de importantă, încât a fost transmisă și prin sistemele de informare ale mageamiilor! Însă când intră în Hogwarts în ciuda multor măsuri de precauție luate de director și de profesorii școlii, se dovedește a nu fi atât de sângeros pe cât se părea. Mai târziu vom afla chiar că el este cel care i-a făcut cadou lui Harry mătura "Fulger" de Crăciun.
Harry se întâlnește cu el după ce trece prin Salcia Plesnitoare pentru a-l ajuta pe Ron. Sirius, care de fapt este chiar nașul lui Harry, nu vrea decât să se răzbune pe Peter Pettigrew, adevăratul responsabil pentru moartea părinților lui Harry, James și Lily Potter, și care nu este atât de mort pe cât s-a presupus până în prezent din cauză că era transformat în șobolanul lui Ron Weasley timp de 12 ani.

## Personaje
-Harry Potter
-Ron Weasley
-Hermione Granger
-familia Weasley
-familia Dursley
-Voldemort
-Sirius Black
-Remus Lupin
-Albus Dumbledore
-Minerva McGonagall
-Severus Snape
-Rubeus Hagrid
-Draco Malfoy
-Crabe si Goyle
-Cho Chang
-Neville Longbottom
-Peeves
-Fantomele
-elevii si profesorii 
-Peter Pettigrew